# IP datagram
Pojmem datagram se označuje datový paket v protokolu IP. Název pochází z analogie s telegramem – stejně jako telegramy jsou datagramy přenášeny každý samostatně, nezávisle na ostatních. Teoreticky může každý ze skupiny datagramů odeslaných stejným strojem témuž adresátovi putovat jinou cestou než ostatní (v praxi tak divoké změny nebývají – viz směrování).

## IP verze 6 (IPv6)
|       | Bity 0–3           | Bity 0–3           | Bity 0–3           | Bity 0–3           | 4–7                | 4–7                | 4–7                | 4–7                | 8–11               | 8–11               | 8–11               | 8–11               | 12–15              | 12–15              | 12–15              | 12–15              | 16–19              | 16–19              | 16–19              | 16–19              | 20–23              | 20–23              | 20–23              | 20–23              | 24–27              | 24–27              | 24–27              | 24–27              | 28–31              | 28–31              | 28–31              | 28–31              |
| ----- | ------------------ | ------------------ | ------------------ | ------------------ | ------------------ | ------------------ | ------------------ | ------------------ | ------------------ | ------------------ | ------------------ | ------------------ | ------------------ | ------------------ | ------------------ | ------------------ | ------------------ | ------------------ | ------------------ | ------------------ | ------------------ | ------------------ | ------------------ | ------------------ | ------------------ | ------------------ | ------------------ | ------------------ | ------------------ | ------------------ | ------------------ | ------------------ |
| 0     | Verze              | Verze              | Verze              | Verze              | Třída provozu      | Třída provozu      | Třída provozu      | Třída provozu      | Třída provozu      | Třída provozu      | Třída provozu      | Třída provozu      | Značka toku        | Značka toku        | Značka toku        | Značka toku        | Značka toku        | Značka toku        | Značka toku        | Značka toku        | Značka toku        | Značka toku        | Značka toku        | Značka toku        | Značka toku        | Značka toku        | Značka toku        | Značka toku        | Značka toku        | Značka toku        | Značka toku        | Značka toku        |
| 32    | Délka dat          | Délka dat          | Délka dat          | Délka dat          | Délka dat          | Délka dat          | Délka dat          | Délka dat          | Délka dat          | Délka dat          | Délka dat          | Délka dat          | Délka dat          | Délka dat          | Délka dat          | Délka dat          | Další hlavička     | Další hlavička     | Další hlavička     | Další hlavička     | Další hlavička     | Další hlavička     | Další hlavička     | Další hlavička     | Maximum skoků      | Maximum skoků      | Maximum skoků      | Maximum skoků      | Maximum skoků      | Maximum skoků      | Maximum skoků      | Maximum skoků      |
| 64    | Adresa odesilatele | Adresa odesilatele | Adresa odesilatele | Adresa odesilatele | Adresa odesilatele | Adresa odesilatele | Adresa odesilatele | Adresa odesilatele | Adresa odesilatele | Adresa odesilatele | Adresa odesilatele | Adresa odesilatele | Adresa odesilatele | Adresa odesilatele | Adresa odesilatele | Adresa odesilatele | Adresa odesilatele | Adresa odesilatele | Adresa odesilatele | Adresa odesilatele | Adresa odesilatele | Adresa odesilatele | Adresa odesilatele | Adresa odesilatele | Adresa odesilatele | Adresa odesilatele | Adresa odesilatele | Adresa odesilatele | Adresa odesilatele | Adresa odesilatele | Adresa odesilatele | Adresa odesilatele |
| 96    | Adresa odesilatele | Adresa odesilatele | Adresa odesilatele | Adresa odesilatele | Adresa odesilatele | Adresa odesilatele | Adresa odesilatele | Adresa odesilatele | Adresa odesilatele | Adresa odesilatele | Adresa odesilatele | Adresa odesilatele | Adresa odesilatele | Adresa odesilatele | Adresa odesilatele | Adresa odesilatele | Adresa odesilatele | Adresa odesilatele | Adresa odesilatele | Adresa odesilatele | Adresa odesilatele | Adresa odesilatele | Adresa odesilatele | Adresa odesilatele | Adresa odesilatele | Adresa odesilatele | Adresa odesilatele | Adresa odesilatele | Adresa odesilatele | Adresa odesilatele | Adresa odesilatele | Adresa odesilatele |
| 128   | Adresa odesilatele | Adresa odesilatele | Adresa odesilatele | Adresa odesilatele | Adresa odesilatele | Adresa odesilatele | Adresa odesilatele | Adresa odesilatele | Adresa odesilatele | Adresa odesilatele | Adresa odesilatele | Adresa odesilatele | Adresa odesilatele | Adresa odesilatele | Adresa odesilatele | Adresa odesilatele | Adresa odesilatele | Adresa odesilatele | Adresa odesilatele | Adresa odesilatele | Adresa odesilatele | Adresa odesilatele | Adresa odesilatele | Adresa odesilatele | Adresa odesilatele | Adresa odesilatele | Adresa odesilatele | Adresa odesilatele | Adresa odesilatele | Adresa odesilatele | Adresa odesilatele | Adresa odesilatele |
| 160   | Adresa odesilatele | Adresa odesilatele | Adresa odesilatele | Adresa odesilatele | Adresa odesilatele | Adresa odesilatele | Adresa odesilatele | Adresa odesilatele | Adresa odesilatele | Adresa odesilatele | Adresa odesilatele | Adresa odesilatele | Adresa odesilatele | Adresa odesilatele | Adresa odesilatele | Adresa odesilatele | Adresa odesilatele | Adresa odesilatele | Adresa odesilatele | Adresa odesilatele | Adresa odesilatele | Adresa odesilatele | Adresa odesilatele | Adresa odesilatele | Adresa odesilatele | Adresa odesilatele | Adresa odesilatele | Adresa odesilatele | Adresa odesilatele | Adresa odesilatele | Adresa odesilatele | Adresa odesilatele |
| 192   | Cílová adresa      | Cílová adresa      | Cílová adresa      | Cílová adresa      | Cílová adresa      | Cílová adresa      | Cílová adresa      | Cílová adresa      | Cílová adresa      | Cílová adresa      | Cílová adresa      | Cílová adresa      | Cílová adresa      | Cílová adresa      | Cílová adresa      | Cílová adresa      | Cílová adresa      | Cílová adresa      | Cílová adresa      | Cílová adresa      | Cílová adresa      | Cílová adresa      | Cílová adresa      | Cílová adresa      | Cílová adresa      | Cílová adresa      | Cílová adresa      | Cílová adresa      | Cílová adresa      | Cílová adresa      | Cílová adresa      | Cílová adresa      |
| 224   | Cílová adresa      | Cílová adresa      | Cílová adresa      | Cílová adresa      | Cílová adresa      | Cílová adresa      | Cílová adresa      | Cílová adresa      | Cílová adresa      | Cílová adresa      | Cílová adresa      | Cílová adresa      | Cílová adresa      | Cílová adresa      | Cílová adresa      | Cílová adresa      | Cílová adresa      | Cílová adresa      | Cílová adresa      | Cílová adresa      | Cílová adresa      | Cílová adresa      | Cílová adresa      | Cílová adresa      | Cílová adresa      | Cílová adresa      | Cílová adresa      | Cílová adresa      | Cílová adresa      | Cílová adresa      | Cílová adresa      | Cílová adresa      |
| 256   | Cílová adresa      | Cílová adresa      | Cílová adresa      | Cílová adresa      | Cílová adresa      | Cílová adresa      | Cílová adresa      | Cílová adresa      | Cílová adresa      | Cílová adresa      | Cílová adresa      | Cílová adresa      | Cílová adresa      | Cílová adresa      | Cílová adresa      | Cílová adresa      | Cílová adresa      | Cílová adresa      | Cílová adresa      | Cílová adresa      | Cílová adresa      | Cílová adresa      | Cílová adresa      | Cílová adresa      | Cílová adresa      | Cílová adresa      | Cílová adresa      | Cílová adresa      | Cílová adresa      | Cílová adresa      | Cílová adresa      | Cílová adresa      |
| 288   | Cílová adresa      | Cílová adresa      | Cílová adresa      | Cílová adresa      | Cílová adresa      | Cílová adresa      | Cílová adresa      | Cílová adresa      | Cílová adresa      | Cílová adresa      | Cílová adresa      | Cílová adresa      | Cílová adresa      | Cílová adresa      | Cílová adresa      | Cílová adresa      | Cílová adresa      | Cílová adresa      | Cílová adresa      | Cílová adresa      | Cílová adresa      | Cílová adresa      | Cílová adresa      | Cílová adresa      | Cílová adresa      | Cílová adresa      | Cílová adresa      | Cílová adresa      | Cílová adresa      | Cílová adresa      | Cílová adresa      | Cílová adresa      |
| 320 … | Data               | Data               | Data               | Data               | Data               | Data               | Data               | Data               | Data               | Data               | Data               | Data               | Data               | Data               | Data               | Data               | Data               | Data               | Data               | Data               | Data               | Data               | Data               | Data               | Data               | Data               | Data               | Data               | Data               | Data               | Data               | Data               |

Hlavička IPv6 datagramu je jednodušší – cílem návrhu bylo umožnit její rychlé zpracování. Proto z ní byly odstraněny všechny zbytné položky i kontrolní součet, který je nutné přepočítávat na každém směrovači po cestě (protože se mění životnost). V důsledku toho se prodloužila jen na dvojnásobek (40 B proti původním 20 B), přestože délka nesených adres je čtyřnásobná. Obsahuje následující položky:
- Verze: Verze protokolu, zde 6.
- Třída provozu: Význam není pevně definován, obecně má sloužit pro služby s definovanou kvalitou (podobně jako TOS v IPv4).
- Značka toku: Koncepce toků má umožnit optimalizaci směrování pro sled datagramů tvořících jeden logický celek (např. přenos souboru z jednoho místa na druhé). Přesný význam opět dosud nebyl definován.
- Délka dat: Délka datagramu, ovšem nepočítá se do ní úvodní 20B hlavička.
- Další hlavička: Rozšiřující prvky jsou v IPv6 přesunuty do rozšiřujících hlaviček, které se v případě potřeby připojují za základní hlavičku. Jsou zřetězeny položkami Další hlavička, které vždy identifikují typ následující hlavičky. Poslední hlavička pak v této položce nese informaci o protokolu vyšší vrstvy, kterému mají být data předána při doručení. Pokud tedy datagram žádné rozšiřující hlavičky nemá, hned základní hlavička v této položce stanoví protokol vyšší vrstvy.
- Maximum skoků: Životnost datagramu. Stejně jako u TTL v IPv4 zde každý směrovač zmenší hodnotu o jedničku a dojde-li do nuly, datagram zahodí.
- Adresa odesilatele: IPv6 adresa počítače, který datagram vyslal.
- Cílová adresa: IPv6 adresa stroje, kterému je datagram určen.